# Sixten (gatukonstnär)

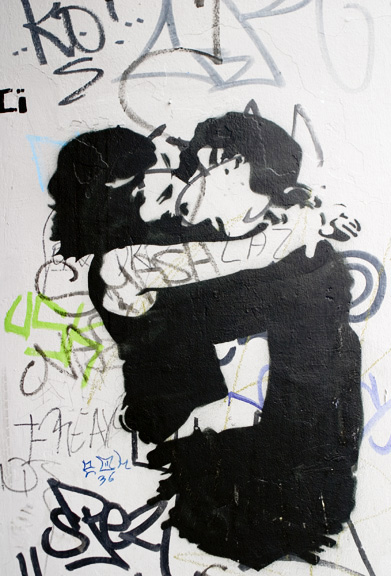
Stencil av Sixten

Sixten, egentligen Carl Nyman, är en svensk gatukonstnär främst verksam i Australien. Han är en av de aktiva bakom Stencil Revolution, en av de mer omfattande webbplatserna ägnade åt gatukonst. 
Sixten finns representerad med målningar i National Gallery of Australias permanenta samling.
Boken Stencil Graffiti Capital: Melbourne innehåller ett kapitel om Sixten. Hans verk finns också dokumenterade i böckerna Stencil Pirates av Josh McPhee, Conform av Saskia Folk samt Schablone Berlin av Caroline Koebel och Kyle Schlesinger. 
Sixten medverkar även i filmen Rash, en dokumentär om graffiti i Melbourne. Filmen utsågs till Best Feature Documentary av The Film Critics Circle of Australia, 2005.
Det refereras till Sixten i operan Kurfursten, där han inspirerat till rollen som signaturen 6-10. 
Det amerikanska punkrockbandet Green Day har omnämnt Sixtens målning The Kiss som inspiration till omslaget för skivan 21st Century Breakdown(2009), . Sixten medverkade även till "The Art of Rock", en utställning organiserad av bandet, i London mellan oktober 23 och 1 november 2009. Sixten bidrog med en målning baserad på texten till låten Horseshoes and Handgrenades, .
Målningen The Kiss utgör även omslagsmotiv till skivan Heck (2007), av den kanadensiske hiphop-artisten Buck 65, .